# Ladislav Ťažký

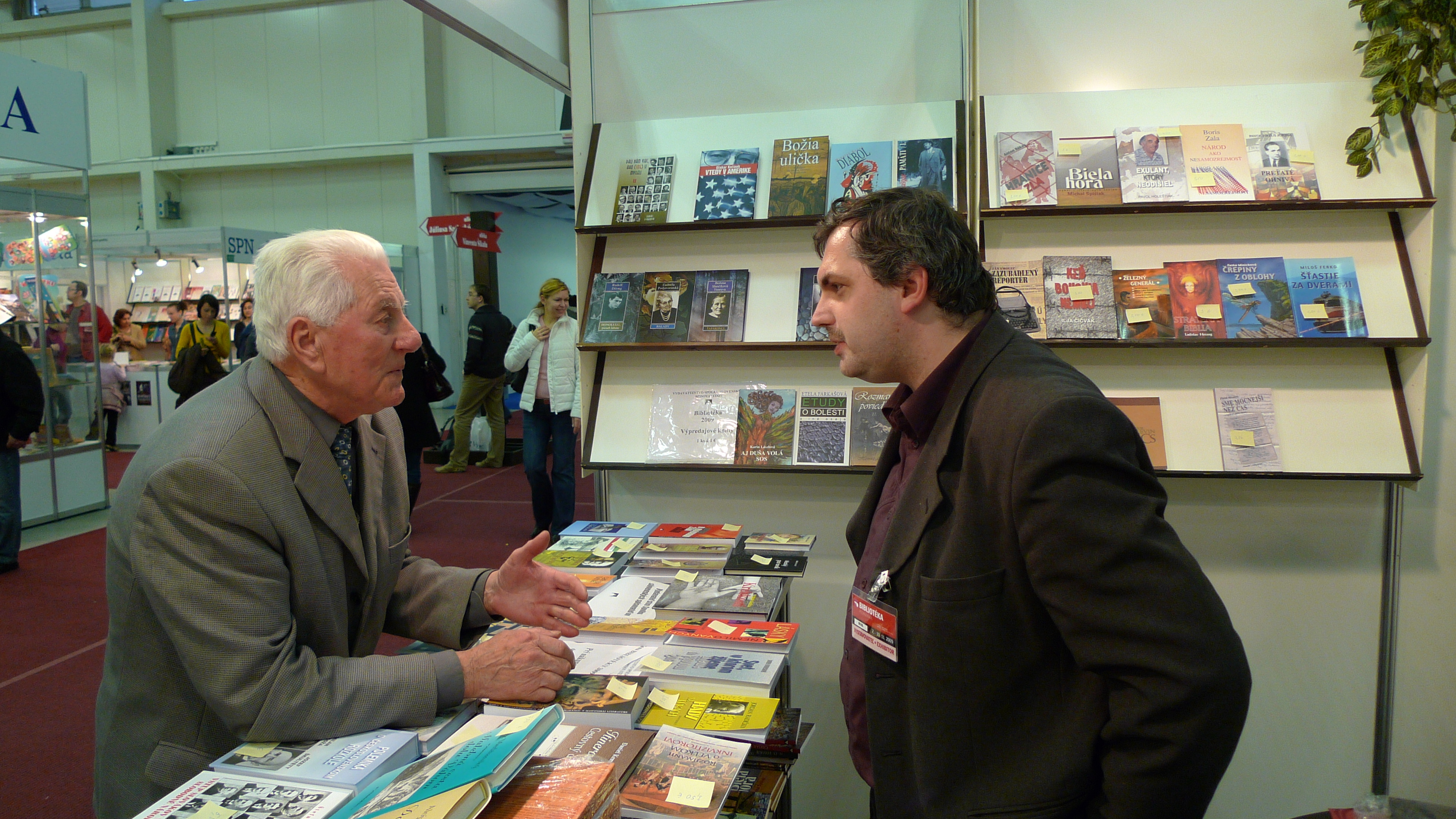
Ladislav Ťažký auf der Buchmesse 2009 in Bratislava

Ladislav Ťažký (* 19. September 1924 in Čierny Balog, Tschechoslowakei; † 20. Januar 2011 in Bratislava) war ein slowakischer Schriftsteller und Publizist.

## Leben
Geboren wurde Ťažký in einer slowakischen Familie von Waldarbeitern. Ausgebildet wurde er in Čierny Balog und im Jahr 1940 erhielt er eine Ausbildung im Militär-Kartographischen Institut. Er arbeitete kurz als Bäckerlehrling, in den Jahren 1938–1940 als Holzfäller und als Straßenbauarbeiter in Brezno. Während des Zweiten Weltkrieges zeigte er eine patriotische und antifaschistische Haltung. 

### Kriegsgefangenenlager Kaisersteinbruch
1941 wurde er an der Ostfront eingesetzt, von da kommt ein wesentlicher Teil seines Werks. Später nahm er am Widerstand während des Slowakischen Nationalaufstands teil, anschließend war er in Rumänien interniert. Ihm gelang die Flucht aus einem Gefangenenlager, er wurde aber erneut in Ungarn gefangen genommen und in das Kriegsgefangenenlager Kaisersteinbruch Stalag XVII A in Österreich verbracht. 
Nach dem Krieg arbeitete er kurz als Zeichner in Košice, in den Jahren 1946–1948 war er Sozialreferent in Brezno. Von 1948 bis 1952 studierte er an der Prager Politisch-Wirtschaftswissenschaftlichen Hochschule. Von 1952 bis 1958 war er Mitarbeiter des Zentralen Kulturabteilung der Komunistická strana Slovenska in Bratislava, in den Jahren 1959–1962 hatte er eine Aspirantur am Institut für Sozialwissenschaften des ZK der KPČ in Prag. Für eine Weile widmete er sich seinem eigenen Schreiben, 1967/1968 arbeitete er als Redakteur der Zeitung Smena. Für seine öffentliche Verurteilung der Invasion der Truppen des Warschauer Paktes in die Tschechoslowakei im Jahr 1968 und bei der anschließenden Säuberung des öffentlichen Lebens im Jahr 1970 wurde er aus der Kommunistischen Partei der Slowakei und der Slowakischen Schriftstellerverbands ausgeschlossen.

### Ehrenvorsitzender des Slowakischen Schriftstellerverbandes
Später arbeitete er am Institut für Popkultur. Seit 1979 widmete er sich nur seinem literarischen Schaffen. Zur Zeit der so genannten Normalisierung hatte er verschiedene Arbeitsstätten unter der Aufsicht der Staatssicherheit. Nach der Selbstständigkeit der Slowakischen Republik im Jahr 1993 wurde ihm eine Kandidatur für das Amt des Präsidenten der Slowakei angetragen, die er ablehnte. Seit 1990 war er Ehrenvorsitzender des Slowakischen Schriftstellerverbandes, Vorstands-Mitglied der Matica slovenská und ein externen Berater des slowakischen Präsidenten. Er lebte zuletzt in Bratislava und war bis zu seinem Ableben am 20. Januar 2011 noch aktiv literarisch und journalistisch tätig.

## Werk
Er debütierte mit einer Sammlung von Kurzgeschichten, später schrieb er vor allem Kurzgeschichten und Romane. Häufigstes Thema seiner Werke waren der Zweite Weltkrieg und der Slowakische Nationalaufstand. Dabei verwandte Ťažký viele authentische und autobiografische Elemente. Zusätzlich zu seinem Prosa-Werk widmete er sich Drehbüchern, Theaterstücken, Reiseberichten und journalistischen Texten, aber vor allem immer wieder der Literatur. Nach seinem Szenario entstand 1968 durch den Regisseur Juraj Jakubisko das filmische Triptychon Zbehovi, Pútnici, Dominika – Deserteur, Pilger, Dominika.
Das Ehepaar Klara Köttner-Benigni und Walter Benigni stellte eine Verbindung zum Museums- und Kulturverein Kaisersteinbruch her, mit seinem Landsmann Jan Kudela waren sie lebende Zeitzeugen des Stalag XVII A#Slowakische Kriegsgefangene. Der slowakische Bildhauer Peter Roller gestaltete 1999 auf dem Lagerfriedhof einen Gedenkstein „Slowakei“.
Ladislav Ťažký: „Evangelium des Zugführers Matthäus I. und II“. (Evanjelium čatára Matúša I. a II., 1979), das Kapitel Kaisersteinbruch 1944, Übersetzung Slowakisch-Deutsch von Karl Heinz Jähn, maschinschriftliches Exemplar veröffentlicht in: Helmuth Furch (Hrsg.): Mitteilungen des Museums- und Kulturvereines Kaisersteinbruch Nr. 7, März 1991, S. 9–19; Nr. 8, Mai 1991, S. 8–20; Nr. 9, Juni 1991, S. 10–20.